# Great Migrations
Great Migrations è un documentario suddiviso in 7 episodi, prodotto e trasmesso dalla National Geographic Television.

## Produzione e distribuzione
Con oltre due anni e mezzo di lavoro, la miniserie riporta immagini da oltre 20 paesi in tutti e 7 i continenti. Interamente girata in HD va in onda dal 31 ottobre 2010 al 12 dicembre 2010 alle 21:00 su Nat Geo Wild (Sky, canale 405) e alle 21:10 su Nat Geo HD. In italiano, la serie è narrata da Luca Ward.

## Trama
Great Migrations è una miniserie documentario della National Geographic che in 7 episodi mostra le grandi migrazioni degli animali sotto elencati: alcuni animali percorrono più di 5000 kilometri. Questo è il caso della farfalla monarca, che in tre generazioni migra dal Messico al Canada; il viaggio di ritorno è compiuto da un'unica generazione che vive il triplo delle altre.

### Animali presenti nella serie
- Albatro sopraccigli neri
- Antilocapra
- Aquila di mare testabianca
- Capodoglio
- Caracara striato
- Cigno minore
- Eciton burchelli/Formica legionaria
- Effimera
- Elefante africano
- Elefante marino meridionale
- Elefante marino settentrionale
- Falco pellegrino
- Farfalla monarca
- Gibbone di Müller
- Gnu
- Granchio rosso
- Kob
- Medusa dorata
- Nasica
- Orango
- Pinguino saltarocce
- Plancton
- Squalo balena
- Squalo bianco
- Tricheco
- Volpe volante (mammifero)
- Zebra